# Pieczareczka krwawiąca
Pieczareczka krwawiąca (Leucoagaricus georginae (W.G. Sm.) Candusso) – gatunek grzybów z rodziny pieczarkowatych (Agaricaceae).

## Systematyka i nazewnictwo
Pozycja w klasyfikacji według Index Fungorum:  Leucoagaricus, Agaricaceae, Agaricales, Agaricomycetidae, Agaricomycetes, Agaricomycotina, Basidiomycota, Fungi.
Po raz pierwszy takson ten opisał w roku 1871 Worthington George Smith, nadając mu nazwę Agaricus georginae. Obecną, uznaną przez Index Fungorum nazwę nadał mu w roku 1980 Massimo Candusso. Pozostałe synonimy:
- Cystoderma georginae (W.G. Sm.) Fayod 1889
- Lepiota georginae (W.G. Sm.) Sacc. 1887
- Leucocoprinus georginae (W.G. Sm.) M.M. Moser 1985
- Mastocephalus georginae (W.G. Sm.) Kuntze 1891

Polską nazwę zarekomendowała Komisja ds. Polskiego Nazewnictwa Grzybów przy Polskim Towarzystwie Mykologicznym w 2024 r.

## Występowanie
Znane jest występowanie pieczareczki krwawiącej w Europie i Ameryce Południowej.